# 奧斯汀·比本斯-德克克斯
奧斯汀·比本斯-德克克斯（英語：Austin Bibens-Dirkx，1985年4月29日—），為美國棒球選手，曾效力於美國職棒德州遊騎兵隊，2019年效力於中華職棒統一7-ELEVEn獅隊，守備位置為投手。

## 經歷
- 美國職棒西雅圖水手（小聯盟，2006年-2008年）
- 美國職棒獨立聯盟維多利亞海豹隊（Victoria Seals）（黃金棒球聯盟，2009年）
- 美國職棒芝加哥小熊（小聯盟，2009年-2011年）
- 委內瑞拉聯盟Aguilas de Zulia（2010年-2014年）
- 委內瑞拉聯盟Navegantes del Magallanes（2013年）
- 美國職棒華盛頓國民（小聯盟，2012年）
- 美國職棒科羅拉多洛磯（小聯盟，2012年）
- 美國職棒多倫多藍鳥（小聯盟，2013年-2015年）
- 多明尼加聯盟Toros Del Este（2014年）
- 多明尼加聯盟Estrellas Del Oriente（2015年）
- 委內瑞拉聯盟阿拉瓜老虎隊（Tigres de Aragua）（2015年-2016年）
- 美國職棒獨立聯盟蘭卡斯特巡迴表演者（Lancaster Barnstormers）（大西洋聯盟，2016年）
- 美國職棒德州遊騎兵（小聯盟-大聯盟，2016年-2018年）
- 中華職棒統一7-ELEVEn獅（2019年）
- 美國職棒德州遊騎兵（小聯盟，2019年-2020年）
- 多明尼加聯盟Leones del Escogido（2019年10月-11月）
- 墨西哥太平洋聯盟Charros de Jalisco（2019年11月-2020年1月）
- 多明尼加聯盟Tigres del Licey（2020年12月）
- 多明尼加聯盟Toros del Este（2021年1月）
- 美國職棒洛杉磯道奇（小聯盟，2021年-）

## 職棒生涯成績

### 美國職棒
| 年度 | 球隊       | 出賽 | 先發 | 勝投 | 敗投 | 中繼 | 救援 | 完投 | 完封 | 三振 | 四壞 | 責失 | 投球局數 | 自責分率 | 被上壘率 |
| ---- | ---------- | ---- | ---- | ---- | ---- | ---- | ---- | ---- | ---- | ---- | ---- | ---- | -------- | -------- | -------- |
| 2017 | 德州遊騎兵 | 24   | 6    | 5    | 2    | 0    | 0    | 0    | 0    | 38   | 20   | 36   | 69.1     | 4.67     | 1.36     |
| 2018 | 德州遊騎兵 | 13   | 6    | 2    | 3    | 0    | 0    | 0    | 0    | 33   | 14   | 31   | 45.0     | 6.20     | 1.56     |
| 合計 | 2年        | 37   | 12   | 7    | 5    | 0    | 0    | 0    | 0    | 71   | 34   | 67   | 114.1    | 5.27     | 1.43     |

### 中華職棒
| 年度 | 球隊           | 出賽 | 先發 | 勝投 | 敗投 | 中繼 | 救援 | 完投 | 完封 | 四死 | 三振 | 責失 | 投球局數 | 自責分率 | 被上壘率 |
| ---- | -------------- | ---- | ---- | ---- | ---- | ---- | ---- | ---- | ---- | ---- | ---- | ---- | -------- | -------- | -------- |
| 2019 | 統一7-ELEVEn獅 | 15   | 6    | 2    | 5    | 2    | 0    | 0    | 0    | 12   | 37   | 27   | 46.0     | 5.28     | 1.26     |
| 合計 | 1年            | 15   | 6    | 2    | 5    | 2    | 0    | 0    | 0    | 12   | 37   | 27   | 46.0     | 5.28     | 1.26     |

## 特殊事蹟
- 2017年5月17日，大聯盟初登板對決費城費城人隊，後援一局失掉一分，對Tommy Joseph投出首次三振。
- 2017年5月31日，大聯盟初先發對決坦帕灣光芒隊，主投4.2局掉三分無關勝敗。
- 2017年6月6日，對紐約大都會隊接替僅投3.1局失掉4分的先發投手Dillon Gee，中繼1.2局無失分，靠著隊友逆轉比數獲得大聯盟首勝。
- 2017年6月11日，先發對決華盛頓國民隊，以主投七局僅失一分的好表現獲得首先發勝。
- 2019年3月28日，中華職棒初登板先發對戰富邦悍將隊，以先發六局僅被擊出四支安打及一個保送，且送出10次三振失兩分的成績獲得中職首勝。
- 2019年5月11日，對戰富邦悍將隊的比賽首度以中繼投手身分出賽，於六局上接替先發五局無失分的潘威倫，中繼兩局無失分，成功獲得首次中繼成功。